# Орханийска трибуна
„Орханийска трибуна“ е орган на Орханийския местен оранжев блок. Излиза на 12 и 15 юни 1931 г.
Вестникът е наследник на вестник „Орханийски земеделски глас“. Редактор е Камен Христов. Печата се в печатница „Наука“ в Орхание. Представлява местен вестник на БЗНС – фрикция ни Стефан Цанов. Неговата задача е „Оранжевия блок“ да бъде противопоставен на „Народния блок“.